# Конка-Казале
Конка-Казале (італ. Conca Casale) — муніципалітет в Італії, у регіоні Молізе,  провінція Ізернія.
Конка-Казале розташована на відстані близько 135 км на схід від Рима, 60 км на захід від Кампобассо, 23 км на південний захід від Ізернії.
Населення — 202 особи (2014).

## Демографія
Населення за роками:

Станом на 1 січня 2023 року в муніципалітеті офіційно проживав 1 іноземець (громадянин Бельгії).

## Сусідні муніципалітети
- Поцциллі
- Сан-Вітторе-дель-Лаціо
- Венафро
- Вітікузо